# NGC 1636
NGC 1636 ist eine Spiralgalaxie mit aktivem Galaxienkern vom Hubble-Typ Sab im Sternbild Eridanus am Südsternhimmel. Sie ist schätzungsweise 181 Millionen Lichtjahre von der Milchstraße entfernt und hat einen Durchmesser von etwa 65.000 Lichtjahren.

Im selben Himmelsareal befinden sich u. a. die Galaxien NGC 1632, NGC 1646, NGC 1648, IC 384.
Das Objekt wurde am 30. Januar 1786 von Wilhelm Herschel entdeckt.